# Travis Fimmel

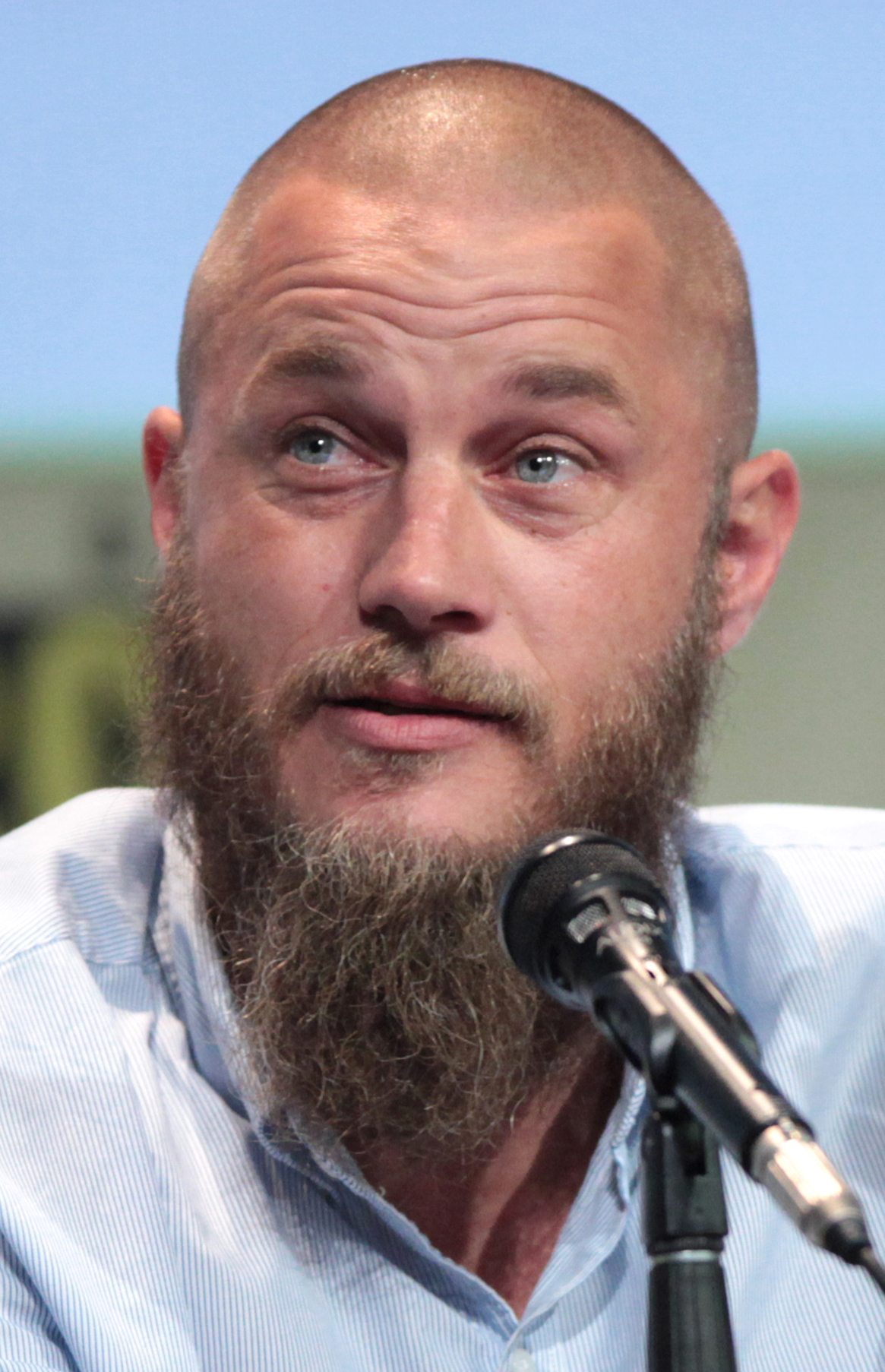
Travis Fimmel (2015)

Travis Fimmel (* 15. Juli 1979 bei Echuca, Victoria, Australien) ist ein australischer Schauspieler und früheres Fotomodell, der durch verschiedene Werbekampagnen für Calvin Klein bekannt wurde.

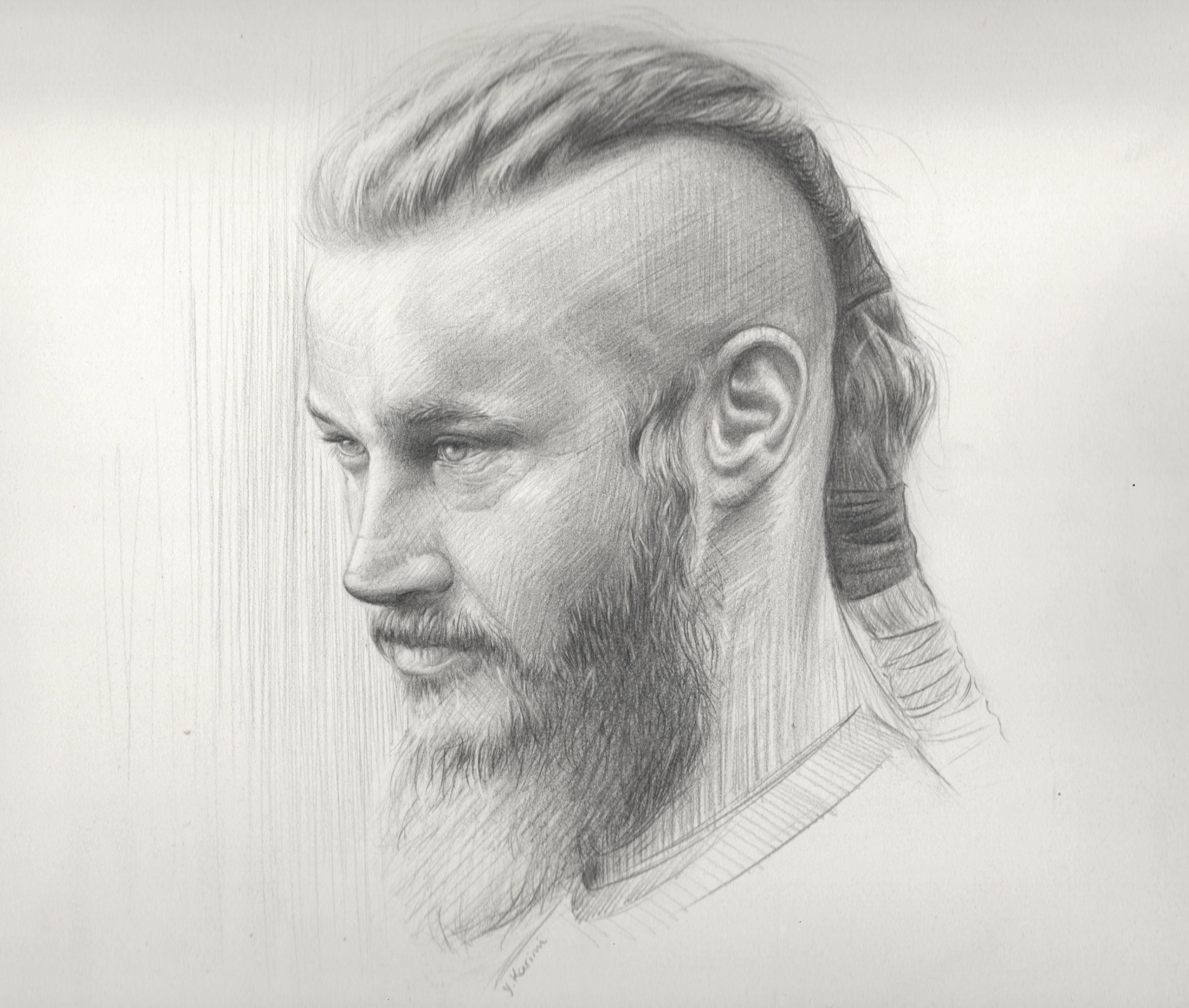
Zeichnung von Travis Fimmel als Ragnar Lodbrok

## Leben
Fimmel wuchs als Sohn eines Viehfarmers und einer Krankenschwester als jüngster von drei Brüdern auf dem Land auf. Mit 17 Jahren verließ er das Elternhaus und zog 1997 nach Melbourne. Dort studierte er Projektmanagement an der RMIT University. Im Jahr 1998 wurde Fimmel in einem Fitness-Studio von der Agentur Chadwick Model Management entdeckt. 1999 brach er sein Studium ab und wechselte nach London, wo er sich als Fremdenführer betätigte.
2001 zog er nach Los Angeles, wo er sich bei einer Agentur für Fotomodelle eintrug. Die Agentur vermittelte ihm Auftritte in Videoclips von Jennifer Lopez und Janet Jackson. Später wurde er für eine Werbekampagne für Unterwäsche von Calvin Klein engagiert, der eine weitere für das Parfüm Crave von Calvin Klein folgte. Für diese Kampagne erhielt er eine sechsstellige Summe, das zweithöchste Honorar, das das Modeunternehmen je an ein Fotomodell gezahlt hatte.
Im Jahr 2003 wechselte Fimmel ins Filmgeschäft. Im September übernahm er die Hauptrolle des John Clayton in der Dramaserie Tarzan von Warner Brothers. Obgleich die Serie höhere Einschaltquoten erbrachte als andere Sitcoms des Medienkonzerns, wurde sie eingestellt. 2005 war Fimmel in der Serie Rocky Point als Taj zu sehen. 2008 spielte er den jungen Partner des FBI-Cops Charles Barker an der Seite von Patrick Swayze in der Krimiserie The Beast. Die Serie wurde mit dem Tod Swayzes eingestellt. Von 2013 bis 2017 war er als Ragnar Lodbrok einer der Hauptdarsteller der Serie Vikings.
2016 spielte er die Hauptrolle des Anduin Lothar im Fantasyfilm Warcraft: The Beginning.
Für das Actiondrama Die in a Gunfight, eine freie Adaption der klassischen Romeo-und-Julia-Geschichte, erhielt er die Rolle eines texanischen Auftragsmörders.

## Filmografie (Auswahl)
- 2003: Tarzan (Fernsehserie, 9 Folgen)
- 2005: Rocky Point (Fernsehserie, 1 Folge)
- 2008: Restraint
- 2008: Surfer, Dude
- 2009: The Beast (Fernsehserie, 13 Folgen)
- 2010: Ivory
- 2010: The Experiment
- 2010: Needle
- 2010: Pure Country 2: The Gift
- 2010: Chase (Fernsehserie, 2 Folgen)
- 2011: Supremacy (Kurzfilm)
- 2011: Outlaw Country
- 2012: Harodim – Nichts als die Wahrheit? (The Lazarus Protocol)
- 2013: The Baytown Outlaws
- 2013–2017: Vikings (Fernsehserie, 45 Folgen)
- 2015: Maggies Plan (Maggie’s Plan)
- 2016: Warcraft: The Beginning (Warcraft)
- 2017: Lean on Pete
- 2018: Finding Steve McQueen
- 2019: Dreamland
- 2019: Danger Close – Die Schlacht von Long Tan (Danger Close: The Battle of Long Tan)
- 2020: Here Are the Young Men
- 2020: 50 States of Fright (Miniserie)
- 2020: El Tonto
- 2020–2022: Raised by Wolves (Fernsehserie, 18 Folgen)
- 2021: Die in a Gunfight
- 2021: Zone 414
- 2022: That dirty black bag (Serie)
- 2022: Delias Gone
- 2022: One Way
- 2023: Kandahar
- 2024: Black Snow
- 2024: Boy Swallows Universe (Miniserie, 3 Folgen)
- 2024: Dune: Prophecy (Fernsehserie)
- 2024: Rust